# X3: Albion Prelude
X3: Albion Prelude (stylisé X3: Albion Prelude) est un jeu vidéo de commerce, de gestion et de combat spatial développé par Egosoft, édité par Deep Silver et sorti en 2011. Il se présente sous la forme d'une extension de X3: Terran Conflict, sorti en 2008, auquel il ajoute une nouvelle intrigue et nouveaux vaisseaux et secteurs.